# 기술 격차
기술 격차 이론(Technology Gap Theory)은 1961년 M.V. 포스너(M.V. Posner)가 시장에 새로운 상품을 도입하는 국가가 누리는 이점을 설명한 것이다. 그 나라는 다른 나라들이 새로운 상품을 모방할 수 있는 능력을 얻을 때까지 일시적인 독점 상태와 비교 우위를 누리게 된다. 헥셔-올린 이론과 같이 시장은 고정되고 주어지는 것으로 가정하는 과거 이론과 달리 기술 격차 모델은 기술 변화를 다루고 있다. 이는 과학, 정치, 시장, 문화, 그리고 가장 중요하게는 불확실성의 영향을 받는 경제 상태를 암시하며, 이는 주로 자연적 자산 부족에 기초한 경제적 결과를 설명하는 주류 신고전주의 경제학자들을 위협한다. 이 이론은 조지프 슘페터의 아이디어에 의해 뒷받침된다. 결과적으로 신고전주의 경제학자들은 기술 격차 이론을 종종 거부한다.
이 이론에서는 두 국가가 무역 전 요소부여, 수요조건, 요소가격 비율이 유사하다고 가정한다. 유일한 차이점은 기술이다. 새로운 제품이 외부 시장에서 수입되는 시점과 국내 생산자가 대체재를 생산하는 시점 사이에 기술 격차가 존재한다. 한편, 포스너에 따르면 그 격차는 다음과 같은 세 가지 시차로 구성된다.
1. 대외반응지연(Foreign Reaction Lag): 혁신기업이 신기술로 제품을 생산하고, 이후 해당 제품이 외부 국가로 수출되는 데 걸리는 시간.
2. 국내 반응 지연: 모든 국내 기업이 수입 신제품의 위협을 깨닫기 전에 세계 시장에서 점유율을 유지하기 위해 상대적으로 새로운 버전의 제품을 계속 생산하는 데 걸리는 시간이다. 이 기간 내에 현지 기업가가 대체품을 만들고 판매하기 위해 새로운 기술을 채택하는 방법을 배워야 하는 시간을 나타내는 모방 지연도 있다.
3. 수요지연(Demand Lag): 국내 소비자가 신제품에 대한 취향을 획득하거나 적응하는데 필요한 시간.

총시차는 모방시차에서 수요시차를 뺀 값이다. 수요시차가 모방시차보다 길면 국내시장은 외국상품에 대한 수요를 시작하게 된다. 국내 생산품보다 수입품에 대한 수요가 더 많아지면 국내 시장이 침식되고 무역수지가 적자로 이어질 것이다.